# 鄭涵妃
鄭涵妃（韓語：정한비，1986年2月22日—），韓國女演員。

## 演出作品

### 電視劇
- 2009年：KBS《千秋太后》
- 2011年：SBS《芙蓉閣之戀》飾演 韓順德 (少年)
- 2014年：TV朝鮮《最佳婚姻》飾演 幼兒園老師
- 2015年：KBS《製作人》飾演 製作人員
- 2015年：KBS《Oh My Venus》飾演 車勝賢
- 2016年：tvN《Signal》飾演 吳允書
- 2016年：KBS《鄰家律師趙德浩》飾演 吳真瑛
- 2017年：OCN 《隧道》 飾演 尹英珠

### 電影
- 2013年：《7號房的禮物》
- 2015年：《鳥類人間》
- 2015年：《治外法權》

## 外部連結
- NAVER （页面存档备份，存于）